# Tyler Bozak
Tyler Bozak (né le 19 mars 1986 à Regina, Saskatchewan au Canada) est un joueur professionnel canadien de hockey sur glace qui joue pour les Blues de Saint-Louis de la LNH.

## Carrière
Après avoir joué dans la Ligue de hockey de la Colombie-Britannique à Victoria, Bozak fait partie de l'équipe des Pionners de l'Université de Denver dans la National Collegiate Athletic Association. Le 15 octobre 2009, il fait ses débuts contre l'Avalanche du Colorado. Il inscrit, lors de cette partie, son premier point dans la LNH, une passe sur un but de Francois Beauchemin. Deux jours plus tard, il est cédé aux Marlies de Toronto dans la Ligue américaine de hockey. Ce n'est que le 12 janvier 2010 qu'il est de nouveau rappelé par les Maple Leafs. Deux jours plus tard, face aux Flyers de Philadelphie, il marque son tout premier but dans la LNH.

## Vie personnelle
Tyler Bozak est Ukraino-Canadien. Son père se nomme Mitch et sa mère Karon et a un frère ainé prénommé Justin.

## Statistiques
| Saison     | Équipe                 | Ligue      |     | Saison régulière | Saison régulière | Saison régulière | Saison régulière | Saison régulière |    | Séries éliminatoires | Séries éliminatoires | Séries éliminatoires | Séries éliminatoires | Séries éliminatoires |
| Saison     | Équipe                 | Ligue      | PJ  | B                | A                | Pts              | Pun              | PJ               | B  | A                    | Pts                  | Pun                  |                      |                      |
| 2004-2005  | Salsa de Victoria      | LHCB       | 55  | 15               | 16               | 31               | 24               | 5                | 0  | 2                    | 2                    | 2                    |                      |                      |
| 2005-2006  | Salsa de Victoria      | LHCB       | 56  | 31               | 38               | 69               | 26               | 16               | 8  | 8                    | 16                   | 14                   |                      |                      |
| 2006-2007  | Grizzlies de Victoria  | LHCB       | 59  | 45               | 83               | 128              | 45               | 11               | 4  | 9                    | 13                   | 6                    |                      |                      |
| 2007-2008  | Pioneers de Denver     | NCAA       | 41  | 18               | 16               | 34               | 22               | -                | -  | -                    | -                    | -                    |                      |                      |
| 2008-2009  | Pioneers de Denver     | NCAA       | 19  | 8                | 15               | 23               | 10               | -                | -  | -                    | -                    | -                    |                      |                      |
| 2009-2010  | Marlies de Toronto     | LAH        | 32  | 4                | 16               | 20               | 6                | -                | -  | -                    | -                    | -                    |                      |                      |
| 2009-2010  | Maple Leafs de Toronto | LNH        | 37  | 8                | 19               | 27               | 6                | -                | -  | -                    | -                    | -                    |                      |                      |
| 2010-2011  | Maple Leafs de Toronto | LNH        | 82  | 15               | 17               | 32               | 14               | -                | -  | -                    | -                    | -                    |                      |                      |
| 2011-2012  | Maple Leafs de Toronto | LNH        | 73  | 18               | 29               | 47               | 22               | -                | -  | -                    | -                    | -                    |                      |                      |
| 2012-2013  | Maple Leafs de Toronto | LNH        | 46  | 12               | 16               | 28               | 6                | 5                | 1  | 1                    | 2                    | 4                    |                      |                      |
| 2013-2014  | Maple Leafs de Toronto | LNH        | 58  | 19               | 30               | 49               | 14               | -                | -  | -                    | -                    | -                    |                      |                      |
| 2014-2015  | Maple Leafs de Toronto | LNH        | 82  | 23               | 26               | 49               | 44               | -                | -  | -                    | -                    | -                    |                      |                      |
| 2015-2016  | Maple Leafs de Toronto | LNH        | 57  | 12               | 23               | 35               | 18               | -                | -  | -                    | -                    | -                    |                      |                      |
| 2016-2017  | Maple Leafs de Toronto | LNH        | 78  | 18               | 37               | 55               | 30               | 6                | 2  | 2                    | 4                    | 4                    |                      |                      |
| 2017-2018  | Maple Leafs de Toronto | LNH        | 81  | 11               | 32               | 43               | 28               | 7                | 2  | 2                    | 4                    | 6                    |                      |                      |
| 2018-2019  | Blues de Saint-Louis   | LNH        | 72  | 13               | 25               | 38               | 20               | 26               | 5  | 8                    | 13                   | 8                    |                      |                      |
| 2019-2020  | Blues de Saint-Louis   | LNH        | 67  | 13               | 16               | 29               | 10               | 8                | 0  | 2                    | 2                    | 2                    |                      |                      |
| 2020-2021  | Blues de Saint-Louis   | LNH        | 31  | 5                | 12               | 17               | 10               | 4                | 1  | 1                    | 2                    | 0                    |                      |                      |
| 2021-2022  | Blues de Saint-Louis   | LNH        | 50  | 3                | 9                | 12               | 14               | 12               | 2  | 0                    | 2                    | 0                    |                      |                      |
| Totaux LNH | Totaux LNH             | Totaux LNH | 814 | 170              | 291              | 461              | 236              | 68               | 13 | 16                   | 29                   | 24                   |                      |                      |

## Prix et distinctions
Bozak a remporté plusieurs prix aux niveaux junior et universitaire :
- LHCB : meilleur marqueur
- NCAA : quatre fois élu recrue de la semaine et une fois recrue du mois

### Ligue nationale de hockey
- 2018-2019 : vainqueur de la coupe Stanley avec les Blues de Saint-Louis